# Симмс, Стив
Сти́вен Ду́глас Симмс (англ. Steve Symms; 23 апреля 1938, Нампа — 8 августа 2024, Лисберг) — американский политик, прослуживший четыре срока конгрессменом (1973—1981) и два срока сенатором США (1981—1993) от штата Айдахо. Будучи действующим политиком, Симмс являлся одним из самых консервативных членов республиканской партии. В настоящее время он является партнёром в лоббистской фирме в Вашингтоне «Пэрри, Романи, Деконсини и Симмс».
Симмс учился в университете штата Айдахо в городе Москоу, окончив его в 1960 году со степенью бакалавра в агрономии. После окончания института Симмс три года прослужил в морской пехоте, после чего работал частным пилотом и фермером на яблочной ферме. В 1969—1972 годы он был редактором газеты «Айдахо Компас».
В 1972 году Симмс баллотировался в Конгресс США. Символом его компании было нарисованное большое красное яблоко со словами: «Откусите чуть-чуть от большого правительства!» Симмсу удалось избраться в Конгресс. Впоследствии он одерживал победу на выборах ещё три раза, вплоть до 1980 года, когда Симмс выставил свою кандидатуру в Сенат США. Он перенял должность у отслужившего четыре срока демократа Фрэнка Чёрча. Симмс был переизбран в 1986 году, победив кандидата от демократов губернатора Айдахо Джона Эванса.
Преемником Симмса стал мэр Бойсе республиканец Дирк Кемпторн, который позднее проработал два срока губернатором Айдахо и с 2005 по 2009 год был министром внутренних дел США в кабинете президента Джорджа Буша-младшего.
После ухода из Сената США Симмс основал консалтинговую фирму «Симмс и Лен Асошиитс». В 1999 году в сотрудничестве с Джоном Хэддоу он основал лоббистскую компанию «Симмс и Хэддоу Ассошиэйтс». В январе 2001 года она объединилась с компанией «Пэрри, Романи и Деконсини», и получила название «Пэрри, Романи, Деконсини и Симмс».
Умер 8 августа 2024 года у себя дома в Лисберге, штат Виргиния, в возрасте 86 лет.
Симмс являлся двоюродным братом бывшего конгрессмена штата Орегон Денни Смита.